# Barons
Barons es un pueblo canadiense situado en la provincia de Alberta.

## Superficie
Barons tiene una superficie de 0,81 km².

## Demografía
En 2021, tenía 313 habitantes, una densidad poblacional de 387,8 hab./km², y 148 viviendas.